# Дзвінок (журнал)
«Дзвіно́к» (в оригіналі - «Дзвôнокъ») - український ілюстрований двотижневик для дітей і молоді, видавався у Львові 1890—1914. Видання призначалося для дітей середнього і старшого шкільного віку.

## Видавці та редакція
Видавцями часопису були:
- 1890—1892 — Володимир Шухевич
- 1893—1911 — Руське педагогічне товариство
- 1911—1914 — Українське педагогічне товариство

Серед редакторів видання:
- 1890 — О. Барвінський
- 1894—1895 — Володимир Шухевич
- 1896—1898 — Василь Білицький
- 1898—1900 — Василь Білицький та К. Паньківський
- 1903 — К. Малицька та І. Гаврилюк
- 1905 — Д. Лук'янович та А. Алиськевич

Відповідальні редактори:
- 1891—1893 — Володимир Шухевич
- 1901—1902 — М. Пачовський
- 1903—1904 — Л. Гаванський
- 1904, 1906—1909 — Андрій Алиськевич
- 1909—1910 — О. Яків
- 1911—1914 — Є. Ясеницька

## Тематика публікацій
У часописі друкувалися біографії відомих письменників, композиторів, художників, учених, видатних постатей минулого. У науково-популярних публікаціях увага придялялася питанням історії, літературознавства, етнографії, географії, природничих наук тощо.
Існували у журналі і постійні рубрики: «Задачі, ребуси, шаради», «Сміховинки», «Забави».
Але найбільше уваги часопис приділяв художній літературі, яка була представлена творами українських поетів, письменників, драматургів та байкарів. Крім того друкувалися переклади найкращіх творів класиків іноземної літератури.
З 1907 року часопис видавався з «Додатком для малих читачів».

## Автори журналу
У часописі публікувалися віршовані казки Івана Франка, поезії на історичні теми В. Чайченка (Б. Грінченко), поезії Лесі Українки, Олени Пчілки, А. Кримського, А. Могильницького, Уляни Кравченко. Проза була представлена оповіданнями І. Нечуя-Левицького, Дніпрової Чайки, М. Коцюбинського, Л. Старицької. Крім того друкувалися п'єси для дітей К. Малицької та К. Гриневичевої. Л. Глібов вів у журналі постійну рубрику «Загадки і жарти дідуся Кенира» та друкував свої байки та віршовані казки. Певний час (1911—1914) з часописом співпрацював Іван Крип'якевич.

## До 130-річчя журналу «Дзвінок» (1890—1914, Львів)
ВАЛЕНТИНА ЄФІМОВА: "«Дзвінок» — ілюстрований художньо-педагогічний журнал для дітей і молоді. Виходив у 1890—1914 рр. у Львові двічі на місяць. Мав підзаголовок «Письмо ілюстроване для дітей і молодіжі». Друкувався за етимологічним, а з 1893р. — фонетичним правописом. У 1890—1892 рр. виходив за редакцією О. Барвінського та В. Шухевича. З 1893 р. стає органом Руського (з 1912 р. — Українського) педагогічного товариства, що підпорядковувалося Науковому товариству ім. Т.Шевченка. Його редакторами в наступні роки були В. Шухевич, В.Білецький, К.Паньківський, М. Пачовський, К. Малицька, І.Гаврилюк, Катря Гриневичева, Д. Лукіянович, А Алиськевич, І.Крип’якевич та ін. У «Запросинах до передплати» журналу редакція ставила за мету розвивати «дух молоді нашої не тільки шкільної, але й у тієї, що з різних причин приневолена без науки дожидати лучшої долі». Упродовж чверті століття «Дзвінок» був чільним центром творення української дитячої літератури; він сприяв розумовому, моральному та естетичному розвитку своїх читачів, збагачуючи їх знаннями про минуле й сучасне власного та інших народів, прищеплюючи їм патріотичні почуття й любов до рідного слова.
Навколо журналу об’єдналися кращі творчі сили з усіх земель України. Тут друкувалися оповідання, вірші й казки І. Нечуя-Левицького («Вітрогон»), М.Коцюбинського («Маленький грішник», «Харитя», «Ялинка»; віршем «Наша хатка», що з’явився у «Дзвінку», дебютував М. Коцюбинський у літературі), Ганни Барвінок, Л. Глібова, П. Грабовського, Катрі Гриневичевої, Б. Грінченка, Дніпрової Чайки, Н. Кобринської, О.Кониського, М. Костомарова, А.Кримського, Б.Лепкого, Марка Вовчка, Олени Пчілки, Лесі Українки, М. Старицького, І.Франка, Г.Хоткевича, М. Черемшини, Т.Шевченка, Є.Ярошинської та ін. Журнал широко знайомив дитячу аудиторію з найкращими зразками світової літератури і фольклору — народними казками багатьох країн і авторськими казками Г.-К Андерсена, В. Гауфа, братів Грімм, Ш. Перро, Л. Толстого, з «Тисяча і однієї ночі», «Декамерона» Дж. Боккаччо, байками Езопа, І. Крилова, Ж.Лафонтена, Г.-Е.Лессінга, творами М. Гоголя, Е. Золя, М.Лермонтова, Д. Маміна-Сибіряка, А.Міцкевича, Дж. Свіфта, І.Тургенєва, А Чехова у перекладах І. Франка, А.Кримського та ін. Журнал розповідав про життєвий і творчий шлях визначних діячів української літератури, культури й науки, висвітлював діяльність таких відомих історичних постатей, як князі Ярослав Мудрий і Данило Галицький, гетьмани Б. Хмельницький, П.Сагайдачний, П. Дорошенко, митрополит П. Могила та ін.
У численних статтях давалися відомості з літератури, історії, етнографії, географії, природознавства тощо, зокрема О. Макарушка робив огляди літератури різних періодів від давнини до XIX ст., а М.Коцюбинський, Б. Грінченко, Дніпрова Чайка вперше виступили в жанрах науково-популярного нарису для дітей та юнацтва і нарису-казки. На сторінках часопису вміщувалися загадки, акровірші, зокрема Л. Глібова, шаради, головоломки, «забавки наукові», «задачі буквові» і «задачі рахункові» тощо, спрямовані на розвиток у дитини кмітливості й винахідливості.
У фондах Педагогічного музею України зберігається 3 номери журналу «Дзвінок» (До 130-річчя журналу «Дзвінок» (1890-1914, Львів) | Педагогічний музей України (pmu.in.ua)).